# Шарпіне
Шарпіне — заповідне урочище місцевого значення. Об'єкт розташований на території Черкаського району Черкаської області, в адмінмежах Тернівської сільської громади.
Площа — 25,4 га, статус отриманий у 2007 році.